# Bellis (M916)
Pour les articles homonymes, voir Bellis (homonymie).
Le Bellis (indicatif visuel M916) est un chasseur de mines de classe Tripartite de la Composante marine de l'armée belge.

Il a été lancé le 14 février 1986 et son port d'attache est la Base navale de Zeebruges. Sa ville marraine est Arlon.

## Mission
La mission principale d'un chasseur de mines est de détecter et neutraliser toute sorte de mines (mines de fond, mines ancrées ou mines flottantes) qui se trouvent dans les eaux commerciales, dans les accès aux ports, dans les zones d'ancrage, etc., afin de garantir la sécurité des voies navigables et l'accessibilité des ports. 
Dans le cadre de l'OTAN le Bellis est rattaché au SNMCMG1 (Standing NATO Mine Countermeasures Group 1) ou au SNMCMG2  pour agir en dehors des frontières nationales. 
À côté de cette mission principale, les chasseurs de mines sont mis en œuvre pour l'éducation des élèves venant d'écoles différentes et pour la représentation nationale.

## Histoire
Il a participé au sauvetage du ferry Herald of Free Enterprise qui chavira au large de Zeebruges le 6 mars 1987.

### Drôme
- 2 Zodiac avec moteur Yamaha de 40 cv
- 1 ROV PAP-104